# Eliminacje do Grand Prix na Żużlu 2007
Eliminacje do Grand Prix 2007 – po roku przerwy ponownie rozegrano eliminacje do Grand Prix. Eliminacje światowe odbyły się w dwóch etapach (3 rundy kwalifikacyjne i finał).
Do Grand Prix 2007 awansowało trzech najlepszych z finału eliminacji, który został rozegrany w Szwecji.

## Krajowe eliminacje
W Polsce nie odbywały się oddzielne krajowe eliminacje. Rozgrywany w tym roku wcześniej finał Złoty Kask '06 był jednocześnie finałem eliminacji do GP. Polska otrzymała 5 miejsc do rund kwalifikacyjnych. Polski Związek Motorowy zdecydował, że 4 miejsca otrzymają najlepsi ze ZK, piątym zawodnikiem będzie nominowany przez PZM żużlowiec (tzw. dzika karta).
Tomasz Gollob przed zawodami złożył pisemne oświadczenie, iż rezygnuje z nominacji do eliminacji Grand Prix, w przypadku jeżeli taką otrzyma.
Częstochowa, 8 czerwca 2006 (19:00)
- Sędzia: Maciej Spychała (Opole) i M. Stec (praktykant)
- Widzów: ok. 6 tys.
- NCD: 65,37 s Tomasz Gollob w biegu 13.

| Msc. | Zawodnik                     | Klub         | Pkt  |             |  |
| ---- | ---------------------------- | ------------ | ---- | ----------- |  |
| 1    | (12) Tomasz Gollob           | Tarnów       | 15   | (3,3,3,3,3) |  |
| 2    | (7) Sebastian Ułamek         | Częstochowa  | 13   | (3,2,3,2,3) |  |
| 3    | (4) Piotr Protasiewicz       | Bydgoszcz    | 12   | (3,1,2,3,3) |  |
| 4    | (14) Wiesław Jaguś           | Toruń        | 10+3 | (1,3,3,1,2) |  |
| 5    | (-) (15) Robert Kościecha    | Bydgoszcz    | 10+2 | (2,3,1,1,3) |  |
| 6    | (13) Jarosław Hampel         | Wrocław      | 10+d | (3,3,1,3,0) |  |
| 7    | (1) Grzegorz Walasek         | Zielona Góra | 9    | (2,2,3,0,2) |  |
| 8    | (6) Krzysztof Słaboń         | Toruń        | 7    | (1,1,2,2,1) |  |
| 9    | (2) Mariusz Węgrzyk          | Ostrów Wlkp. | 6    | (0,0,2,2,2) |  |
| 10   | (10) Michał Szczepaniak      | Ostrów Wlkp. | 6    | (1,2,0,2,1) |  |
| 11   | (17) (5) Tomasz Gapiński     | Wrocław      | 5    | (0,1,0,3,1) |  |
| 12   | (-) (8) Krzysztof Buczkowski | Bydgoszcz    | 5    | (2,0,2,1,0) |  |
| 13   | (-) (16) Adrian Miedziński   | Toruń        | 5    | (0,2,1,1,1) |  |
| 14   | (3) Tomasz Chrzanowski       | Rzeszów      | 3    | (1,0,0,0,2) |  |
| 15   | (9) Mariusz Staszewski       | Zielona Góra | 3    | (2,0,1,0,d) |  |
| 16   | (11) Damian Baliński         | Leszno       | 1    | (0,1,d,0,0) |  |
| nk   | (18) Tomasz Jędrzejak        | Ostrów Wlkp. | ns   |             |  |
| -    | (17)Robert Sawina            | Bydgoszcz    | -    | -           |  |

PZM nominował Janusza Kołodzieja, który z powodu kontuzji nie wystartował w Złotym Kasku (zwycięzca z ZK 2006).

## Rundy kwalifikacyjne

### Tarnów
Tarnów ( Polska) – 8 lipca (19:00)
- Sędziował: Niels Munk Nielsen (Dania)
- NCD - (69,97) uzyskał w wyścigu II, Rune Holta
- Widzów: ok. 6 500

awans uzyskało pięciu zawodników (szósty był rezerwowy w finale - ostatecznie zastąpił kontuzjowanego Alesa Drymla)
| Msc. | Zawodnik                 | Kraj      | Pkt      |                 |  |
| ---- | ------------------------ | --------- | -------- | --------------- |  |
| 1    | (5) Rune Holta           | Norwegia  | 11       | (3,1,2,2,3) +3  |  |
| 2    | (13) Wiesław Jaguś       | Polska    | 10+3+3   | (2,3,2,1,2) +2  |  |
| 3    | (15) Kai Laukkanen       | Finlandia | 10+2+3+2 | (3,3,1,2,1) +1  |  |
| 4    | (2) Hans Niklas Andersen | Dania     | 11       | (3,2,3,3,w) +ns |  |
| 5    | (6) Janusz Kołodziej     | Polska    | 10+3+1   | (1,3,2,1,3)     |  |
| 6    | (8) Rienat Gafurow       | Rosja     | 10+2+2+0 | (2,2,2,2,2)     |  |
| 7    | (14) Lukáš Dryml         | Czechy    | 10+1+w   | (1,1,3,3,2)     |  |
| 8    | (4) Dienis Gizatullin    | Rosja     | 9        | (1,3,1,3,1)     |  |
| 9    | (16) Sebastian Ułamek    | Polska    | 8        | (0,1,1,3,3)     |  |
| 10   | (10) Rory Schlein        | Australia | 7        | (3,u,3,1,0)     |  |
| 11   | (9) Kenneth Bjerre       | Dania     | 7        | (2,2,1,0,2)     |  |
| 12   | (11) Bohumil Brhel       | Czechy    | 6        | (1,2,3,0,0)     |  |
| 13   | (1) Christian Hefenbrock | Niemcy    | 6        | (2,0,0,1,3)     |  |
| 14   | (7) Stephan Katt         | Niemcy    | 4        | (0,1,0,2,1)     |  |
| 15   | (3) Henrik Moller        | Dania     | 1        | (0,0,0,0,1)     |  |
| 16   | (12) Jan Mikke Bjerk     | Norwegia  | 0        | (0,0,0,0,d)     |  |
| nk   | (17) Krzysztof Słaboń    | Polska    | ns       |                 |  |
| nk   | (18) Mariusz Węgrzyk     | Polska    | ns       |                 |  |

- Z numerem 7. miał wystąpić Mathias Schultz, miał go zastąpić Tobias Kroner. Ostatenie wystartował Stephan Katt.
- (3) za Joonas Kylmaekorpi  wystąpił Henrik Moller.

Bieg po biegu:
1. (70,66) Andersen, Hefenbrock, Gizatulin, Moller
2. (69,97) Holta, Gafurov, Kołodziej, Katt
3. (70,41) Schlein, Bjerre, Brhel, Bjerk
4. (70,78) Laukkanen, Jaguś, Dryml, Ułamek
5. (70,51) Jaguś, Bjerre, Holta, Hefenbrock
6. (71,50) Kołodziej, Andersen, Dryml, Schlein (u/4)
7. (71,16) Laukkanen, Brhel, Katt, Moller
8. (72,03) Gizatulin, Gafurov, Ułamek, Bjerk
9. (72,53) Brhel, Kołodziej, Ułamek, Hefenbrock
10. (71,88) Andersen, Holta, Laukkanen, Bjerk
11. (72,55) Dryml, Gafurov, Bjerre, Moller
12. (71,88) Schlein, Jaguś, Gizatulin, Katt
13. (74,28) Dryml, Katt, Hefenbrock, Bjerk
14. (73,47) Andersen, Gafurov, Jaguś, Brhel
15. (72,94) Ułamek, Holta, Schlein, Moller
16. (72,84) Gizatulin, Laukkanen, Kołodziej, Bjerre
17. (73,56) Hefenbrock, Gafurov, Laukkanen, Schlein
18. (73,00) Ułamek, Bjerre, Katt, Andersen (w/u)
19. (72,31) Kołodziej, Jaguś, Moller, Bjerk (d/4)
20. (72,53) Holta, Dryml, Gizatulin, Brhel

Biegi barażowe więcej niż czterech zawodników walczyło o dwa awanse do finału:
21. (72,15) Jaguś, Gafurov, Dryml
22. (72,97) Kołodzej, Laukkanen
23. (72,90) Laukkanen, Gafurov, Dryml (w/su)
24. (72,44) Jaguś, Laukkanen, Kołodziej, Gafurov
Finał:
25. (72,16) Holta, Jaguś, Laukkanen, Andersen (ns)

### Miszkolc
Miszkolc ( Węgry) – 9 lipca 2006 (11:00)
awans otrzymało pięciu zawodników (szósty miał być rezerwowym - David Ruud był w finale jednak kontuzjowany - w finale Janusza Kołodzieja zastąpił David Howe)
| Msc. | Zawodnik             | Kraj              | Pkt |                |  |
| ---- | -------------------- | ----------------- | --- | -------------- |  |
| 1    | (16) Matej Ferjan    | Słowenia          | 10  | (1,3,2,3,1) +3 |  |
| 2    | (9) Ales Dryml       | Czechy            | 15  | (3,3,3,3,3) +2 |  |
| 3    | (5) Simon Stead      | Wielka Brytania   | 11  | (2,2,2,2,3) +1 |  |
| 4    | (11) Peter Karlsson  | Szwecja           | 11  | (0,3,3,3,2) +d |  |
| 5    | (2) Martin Smolinski | Niemcy            | 10  | (2,1,3,2,2)    |  |
| 6    | (15) David Ruud      | Szwecja           | 9   | (3,1,1,2,2)    |  |
| 7    | (1) David Howe       | Wielka Brytania   | 8   | (3,0,1,1,3)    |  |
| 8    | (7) Mattia Carpanese | Włochy            | 7   | (1,0,3,3,0)    |  |
| 9    | (3) Peter Ljung      | Szwecja           | 7   | (0,2,2,0,3)    |  |
| 10   | (13) Jernej Kolenko  | Słowenia          | 7   | (2,1,2,1,1)    |  |
| 11   | (12) Billy Janniro   | Stany Zjednoczone | 6   | (2,2,0,2,0)    |  |
| 12   | (10) László Szatmári | Węgry             | 6   | (1,2,1,1,1)    |  |
| 13   | (6) Thomas Stange    | Niemcy            | 5   | (0,3,d,0,2)    |  |
| 14   | (8) Izak Šantej      | Słowenia          | 5   | (3,1,1,0,d)    |  |
| 15   | (4) Simone Terenzani | Włochy            | 3   | (1,0,0,1,1)    |  |
| 16   | (14) Sándor Tihanyi  | Węgry             | 0   | (0,0,0,0,0)    |  |
| nk   | (17) Norbert Magosi  | Węgry             |     |                |  |
| nk   | (18) Zsolt Bencze    | Węgry             |     |                |  |

- (1) Brytyjczycy wycofali Lee Richardsona, w jego miejsce wystąpił David Howe
- (3) za Brent Werner  wystąpił Peter Ljung
- (8) za Mateja Žagara wystąpił Izak Šantej

### Żarnowica
Żarnowica ( Słowacja) – 9 lipca 2006
awans uzyskało sześciu zawodników
| Msc. | Zawodnik                   | Kraj            | Pkt |                |  |
| ---- | -------------------------- | --------------- | --- | -------------- |  |
| 1    | (12) Ryan Sullivan         | Australia       | 12  | (3,3,3,1,2) +3 |  |
| 2    | (4) Piotr Protasiewicz     | Polska          | 12  | (3,2,2,2,3) +2 |  |
| 3    | (7) Charlie Gjedde         | Dania           | 11  | (3,0,3,3,2) +1 |  |
| 4    | (14) Mikael Max            | Szwecja         | 12  | (2,3,3,2,2) +0 |  |
| 5    | (15) Robert Kościecha      | Polska          | 11  | (3,1,2,3,2)    |  |
| 6    | (3) Chris Harris           | Wielka Brytania | 10  | (0,3,2,2,3)    |  |
| 7    | (11) Niels K. Iversen      | Dania           | 9   | (1,2,3,2,1)    |  |
| 8    | (2) Fredrik Lindgren       | Szwecja         | 9   | (2,2,1,1,3)    |  |
| 9    | (5) Jurica Pavlic          | Chorwacja       | 8   | (2,3,0,3,0)    |  |
| 10   | (8) Tomáš Topinka          | Czechy          | 8   | (d,1,1,3,3)    |  |
| 11   | (6) Travis McGowan         | Australia       | 5   | (1,0,2,1,1)    |  |
| 12   | (10) Edward Kennett        | Wielka Brytania | 5   | (2,1,d,1,1)    |  |
| 13   | (13) Siergiej Darkin       | Rosja           | 4   | (1,2,1,0,0)    |  |
| 14   | (1) Theo Pijper            | Holandia        | 2   | (1,1,0,0,0)    |  |
| 15   | (16) Heinrich Schatzer     | Austria         | 2   | (u,0,1,d,1)    |  |
| 16   | (17) (9) Vladimir Visvader | Słowacja        | 0   | (0,0,d,0,0)    |  |
| nk   | (18) Marián Jirout         | Czechy          |     |                |  |
| -    | (9) Mathieu Trésarrieu     | Francja         | -   | -              |  |

- (16) zmiana: za Manuela Hauzingera wystąpił Heinrich Schatzer.

## Finał
Vetlanda ( Szwecja) – 19 sierpnia (18:00)
- potoczne określenie: Grand Final

| Msc. | Zawodnik                        | Kraj            | Pkt   |             |  |
| ---- | ------------------------------- | --------------- | ----- | ----------- |  |
| 1    | (5) Wiesław Jaguś               | Polska          | 12 +3 | (3,3,1,3,2) |  |
| 2    | (9) Rune Holta                  | Norwegia        | 12 +2 | (3,2,3,1,3) |  |
| 3    | (15) Hans Niklas Andersen       | Dania           | 15 +1 | (3,3,3,3,3) |  |
| 4    | (4) Peter Karlsson              | Szwecja         | 14 +0 | (3,3,3,2,3) |  |
| 5    | (1) Chris Harris                | Wielka Brytania | 11    | (2,1,3,3,2) |  |
| 6    | (12) Kai Laukkanen              | Finlandia       | 9     | (1,1,2,2,3) |  |
| 7    | (2) Charlie Gjedde              | Dania           | 8     | (1,2,0,3,2) |  |
| 8    | (14) Piotr Protasiewicz         | Polska          | 7     | (2,3,2,0,0) |  |
| 9    | (11) Ryan Sullivan              | Australia       | 7     | (2,1,1,2,1) |  |
| 10   | (16) Matej Ferjan               | Słowenia        | 6     | (1,2,0,2,1) |  |
| 11   | (7) Simon Stead                 | Wielka Brytania | 5     | (2,2,0,1,0) |  |
| 12   | (17) (6) Rienat Gafurow         | Rosja           | 5     | (1,0,2,0,2) |  |
| 13   | (13) Martin Smolinski           | Niemcy          | 4     | (d,0,2,1,1) |  |
| 14   | (8) Mikael Max                  | Szwecja         | 2     | (0,0,1,0,1) |  |
| 15   | (10) Robert Kościecha           | Polska          | 2     | (0,1,1,0,0) |  |
| 16   | (-) (3) David Howe              | Wielka Brytania | 1     | (0,0,0,1,0) |  |
|      | (-) (17) Niels Kristian Iversen | Dania           |       |             |  |
|      | (-) (18) Fredrik Lindgren       | Szwecja         |       |             |  |
|      | (6) Ales Dryml                  | Czechy          |       |             |  |
|      | (3) Janusz Kołodziej            | Polska          |       |             |  |
|      | (18) David Ruud                 | Szwecja         |       |             |  |

- Ales Dryml, Janusz Kołodziej oraz David Ruud nie wystąpili w finale z powodu kontuzji.

Bieg po biegu:
1. Karlsson, Harris, Gjedde, Howe
2. Jaguś, Stead, Gafurov, Max
3. Holta, Sullivan, Laukkanen, Kościecha
4. Andersen, Protasiewicz, Ferjan, Smolinski (d)
5. Jaguś, Holta, Harris, Smolinski
6. Protasiewicz, Gjedde, Kościecha, Gafurov
7. Andersen, Stead, Sullivan, Howe
8. Karlsson, Ferjan, Laukkanen, Max
9. Harris, Gafurov, Sullivan, Ferjan
10. Andersen, Laukkanen, Jaguś, Gjedde
11. Holta, Protasiewicz, Max, Howe
12. Karlsson, Smolinski, Kościecha, Stead
13. Harris, Laukkanen, Stead, Protasiewicz
14. Gjedde, Sullivan, Smolinski, Max
15. Jaguś, Ferjan, Howe, Kościecha
16. Andersen, Karlsson, Holta, Gafurov
17. Andersen, Harris, Max, Kościecha
18. Holta, Gjedde, Ferjan, Stead
19. Laukkanen, Gafurov, Smolinski, Howe
20. Karlsson, Jaguś, Sullivan, Protasiewicz
Finał: (z udziałem najlepszej czwórki zawodników po 20 biegach)
21. Jaguś, Holta, Andersen, Karlsson